# Мохнутино
Мохнутино — деревня  в Пермском крае России. Входит в Чусовской городской округ.

## История
С 2004 до 2019 гг. деревня входила в состав ныне упразднённого Верхнекалинского сельского поселения Чусовского муниципального района.

## География
Деревня находится в восточной части края, в таёжной зоне, на левом берегу реки Боярки, при автодороге 57К-0011, на расстоянии приблизительно 19 километров (по прямой) к западу от города Чусового, административного центра района. Абсолютная высота — 136 метров над уровнем моря.
Климат
Климат характеризуется как умеренно континентальный. Средняя многолетняя температура самого холодного месяца (января) составляет −16°С, температура самого тёплого (июля) — 17°С. Среднегодовое количество осадков — 500−700 мм. Снежный покров держится в среднем 170 дней. Вегетационный период продолжается в течение 118 дней.

## Население
| 2010 | 2016 | 2021 |
| ---- | ---- | ---- |
| 0    | ↗1   | →1   |

Национальный состав
Согласно результатам переписи 2002 года, в национальной структуре населения русские составляли 100 % из 2 чел.